# Illkirch-Grafenstaden
Illkirch-Grafenstaden là một xã trong tỉnh Bas-Rhin, thuộc vùng Grand Est của nước Pháp, có dân số là 23.815 người (thời điểm 1999). Illkirch-Graffenstaden là thành phố lớn thứ tư trong tỉnh Bas-Rhin.

## Thông tin nhân khẩu
| 1962  | 1968   | 1975   | 1982   | 1990   | 1999   |
| ----- | ------ | ------ | ------ | ------ | ------ |
| 9.607 | 11 648 | 16 330 | 19 857 | 22 307 | 23 815 |